# 丹林
丹林，又译沙廉，是緬甸一個主要的港口城市，也是緬甸歷史非常悠久的城鎮，它與仰光隔著勃固河相望。丹林總面積達350.49平方公里，2014年，丹林總人口數為268063人。丹林是緬甸最大港口迪拉瓦港的所在地。